# Університет Квінсленду
Університет Квінсленду (англ. The University of Queensland, UQ) — найстаріший університет австралійського штату Квінсленд, утворений 10 грудня 1909 року. Входить до престижної «Групи восьми» і належить до найстаріших, так званих, «пісковикових університетів» Австралії. Університет Квінсленду входить також до міжнародної університетської організації Universitas 21 .
Основний кампус університету знаходиться у внутрішньому передмісті Брисбена Сент-Лючії. Університет є одним із провідних дослідницьких університетів Австралії. До його складу входять:
- Інститут молекулярних біологічних наук
- Австралійський інститут біоінженерії та нанотехнології
- Квінслендський інститут мозку

Крім цього університет включений в інші наукові центри, такі як Квінслендський інститут медичних досліджень при Королівському госпіталі Брисбена.

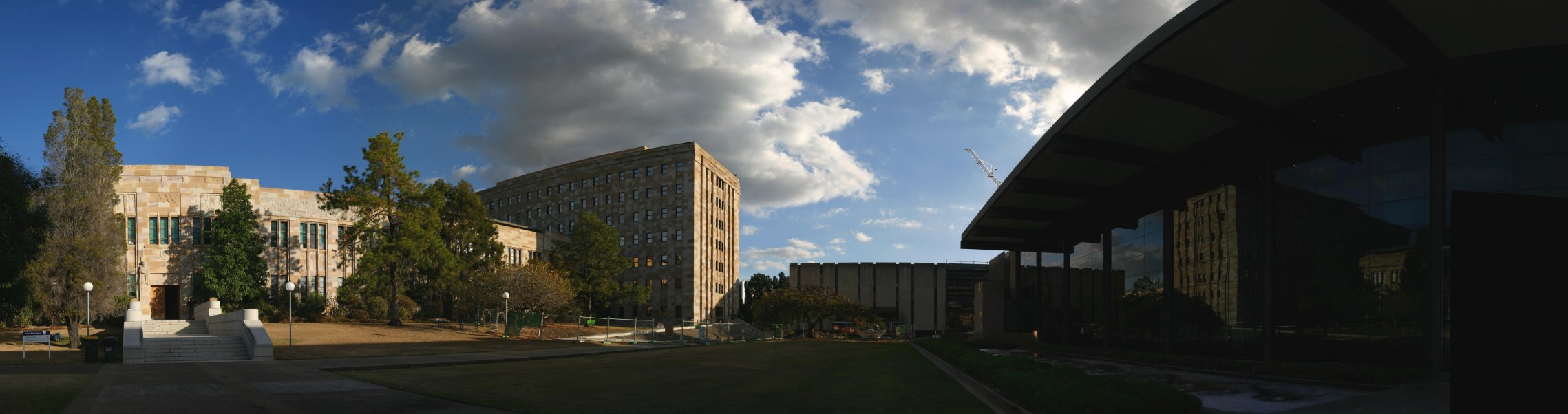
Панорама головного університетського містечка, кампусу